# Gwiazda (herb szlachecki)
Gwiazda (Bialke, Białk, Janta, Jant, Jantha, Janta-Lipiński, Janta-Połczyński) – kaszubski herb szlachecki. Ze względu na specyficzną historię regionu, mimo przynależności do Rzeczypospolitej, rodzina i herb nie zostały odnotowane przez polskich heraldyków.

## Opis herbu
Opis z wykorzystaniem zasad blazonowania, zaproponowanych przez Alfreda Znamierowskiego:
Według Przemysława Pragerta istniały co najmniej trzy warianty tego herbu:
Gwiazda (Bialke, Białk, Janta, Jant, Jantha, Janta-Lipiński, Janta-Połczyński): W polu błękitnym gwiazda złota. W klejnocie nad hełmem bez korony samo godło.
Białk Ia: Pole srebrne.
Białk II: Barwy nieznane, gwiazda ośmiopromienna.

## Najwcześniejsze wzmianki
Najwcześniejsze przedstawienie (wariant II) z mapy Pomorza Lubinusa z 1618. Herb wymieniany także w Nowym Siebmacherze i Pommersches Wappenbuch Bagmihla. Wariant Ia pochodzi z pracy Geschichte der Lande Lauenburg und Bütow Reinholda Cramera i miał być używany przez linię z Jeleńcza.

## Rodzina Białk
Rdzenna, drobnoszlachecka rodzina kaszubska. Pierwszy raz wzmiankowana w 1561 (Jacob Bialke). Posiadali majątki: Krępkowice, Jeleńcz i Podjazy. Białkowie służyli w armii pruskiej.

## Herbowni
Białk (Behlcke, Bialcke, Bialiken, Bialke, Biallike, Białek, Białke). Od posiadanych wiosek przyjmowali również nazwisko Krępiechowski. Od Białków mają wywodzić się rodziny Podjaski i Jeleński. Krępiechowscy, Podjescy i Jeleńscy nosili przydomki Białk.
Praktycznie identycznego herbu używała inna kaszubska rodzina, Janta, w gałęziach nosząca także nazwiska Czapiewski, Połczyński i Lipiński. Jednak Boniecki podaje, że Janta-Połczyńscy używali herbu Bończa.
Niemiecki heraldyk Mülverstedt przyjął hipotezę, że był to też pierwotny herb rodziny Rekowskich. Gwiazda to motyw pojawiający się często w górnym polu ich herbu. Hipoteza ta jednak nie ma potwierdzenia.